# Транспортні сертифікати РРФСР

Скульптура робітника Шадра, що використовувалася для оформлення водяного знаку радянських транспортних сертифікатів 1920-х років.

Транспортні сертифікати (рос. Транспортные сертификаты) — різновид паперових грошей радянського карбованця, що випускалися в СРСР у 1923—1924 роках з символікою РРФСР. Випускались купюри лише номіналом у 5 карбованців.

## Опис

### Історія
На підставі постанови Ради Праці і Оборони СРСР від 26 липня 1923 року з метою збільшення оборотних коштів залізниць і водного транспорту СРСР випускалися транспортні сертифікати.
Сертифікати випускалися серіями по 200 тисяч штук в кожній серії, мали одно- і двозначну серію та шести- і семизначну нумерацію. Вони були обов'язкові до оплати всіх перевезень та інших послуг залізничного, морського і річкового транспорту. Прийом до платежів і погашення проводили за курсом золотого карбованця, встановленого котирувальною комісією. Спочатку сертифікати дозволялося приймати тільки квитковим касам залізниць і водного транспорту СРСР. Але незабаром їх дозволили приймати в будь-які платежі касами Держбанку і Наркомфіну СРСР. В умовах обігу радзнаків, що знецінювалися, сертифікати НКШС отримали загальне визнання як розмінних грошей стійкої валюти в золотому обчисленні по відношенню до банківського білета — червінця, які, надходячи у обіг, витісняли радзнаки.
Було здійснено п'ять випусків транспортних сертифікатів номіналом в 5 карбованців золотом. Відомі пробні сертифікати номіналом в 3 карбованця золотом, але так як цей номінал не був кратним по відношенню до червінця, їх вирішили не випускати.
Оформлення всіх сертифікатів було однотипним, з деякими змінами в тексті. Вони виготовлялися з кремового паперу, з водяними знаками із зображенням зі скульптури «Робітник» та елементами і стилі «мура», що мав тиснення під тканину й містили державний герб РРФСР, емблему НКШС та зображення поїзда. Друк був лілово-коричневого кольору..
На зворотному боці купюр містився пояснювальний текст з умовами обігу сертифікатів і виписка з урядового документа: на першому випуску — з декрету Ради Народних Комісарів РРФСР, на наступних випусках — з постанови Ради Праці і Оборони СРСР
.
Транспортні сертифікати були вилучені з обігу в липні 1924 року, після завершення грошової реформи. Відомі сертифікати з термінами дії до 1 березня і 1 травня 1924 року.

### Банкноти
| Транспортні сертифікати зразка 1923 року | Транспортні сертифікати зразка 1923 року | Транспортні сертифікати зразка 1923 року | Транспортні сертифікати зразка 1923 року | Транспортні сертифікати зразка 1923 року | Транспортні сертифікати зразка 1923 року                                        | Транспортні сертифікати зразка 1923 року | Транспортні сертифікати зразка 1923 року                 | Транспортні сертифікати зразка 1923 року | Транспортні сертифікати зразка 1923 року | Транспортні сертифікати зразка 1923 року |
| Зображення                               | Зображення                               | Номінал (карбованців)                    | Розмір (мм)                              | Основні кольори                          | Опис                                                                            | Опис                                     | Опис                                                     | Дата введення                            | Роки випуску                             | Дата вилучення                           |
| Лицьова сторона                          | Зворотна сторона                         | Номінал (карбованців)                    | Розмір (мм)                              | Основні кольори                          | Лицьова сторона                                                                 | Зворотна сторона                         | Водяний знак                                             | Дата введення                            | Роки випуску                             | Дата вилучення                           |
| ---------------------------------------- | ---------------------------------------- | ---------------------------------------- | ---------------------------------------- | ---------------------------------------- | ------------------------------------------------------------------------------- | ---------------------------------------- | -------------------------------------------------------- | ---------------------------------------- | ---------------------------------------- | ---------------------------------------- |
|                                          |                                          | 5                                        | 184×102                                  | Кремовий                                 | Поїзд, номінал цифрою і прописом, Герб РРФСР, емблема НКШС, пояснювальні написи | Пояснювальні написи                      | Портрет робітника, «пять рублей», «нкпс», хвилясті смуги | Вересень 1923                            | 1923 1924                                | Липень 1924                              |